# Al-Baramika
Al-Baramika – osiedle Damaszku wchodzące w skład dzielnicy Kanawat. Znajduje się w ścisłym centrum miasta. W 2004 roku liczyło 14 969 mieszkańców. 